# Hilbrandt Boschma
Hilbrandt Boschma (Kubaard, 5 augustus 1869 - Hilversum, 9 december 1954) was een Nederlands-hervormd evangelist, schoolmeester, theoloog en schrijver. Hij was een antimilitarist, pacifist en geheelonthouder.passim

## Biografie
Boschma werd op 5 augustus 1869 geboren als lid van een waarschijnlijk niet al te welvarend Fries gezin. Zijn ouders waren gematigd orthodox en behoorden tot de Nederlands Hervormde Kerk. Hij trad op 16-jarige leeftijd, in 1885 in militaire dienst en zwaaide in 1895 af met de rang van sergeant. Hij behaalde zijn onderwijsaktep. 401 en was werkzaam als schoolmeester in Ouddorp en daarna in Meppel (1895-1902). Tijdens zijn periode als onderwijzer publiceerde stichtelijke artikelen in kerkelijke bladen. In 1902 verscheen zijn boek Blank en bruin, dat (zeker voor die dagen) duidelijk een antiracistische strekking had.
Boschma, die in 1900 ook de akte voor godsdienstonderwijzer had behaald, werd twee jaar later, in 1902, voorganger (evangelist) van de Nederlands-hervormde evangelisatie in het overwegend vrijzinnig protestantse Ruurlo. De inslag van zijn preken waren gematigd orthodox van aard. Hoewel theologisch gezien behorend tot de ethische richting binnen de hervormde kerk, onderhield hij vriendschappelijke banden met hervormden van verschillende richtingen. Hij publiceerde veel, ook over actuele onderwerpen. De leer stond bij hem niet centraal, maar de persoon van Jezus Christus, die men ook daadwerkelijk moest navolgen. Hoewel de mens zondig was, kon de wedergeboren christen alvast een begin maken aan het houden van de voorschriften uit de Bergrede.pp. 320, 325 Fel kon hij uitvaren tegen christenen die meenden dat men geen werk hoefde te maken met de Bergrede.pp. 191, 248 Eerbied voor het mensenleven was voor Boschma een heilig beginsel, daar kwam het volgens hem in de Bergrede op neer.p. 325 Bij het uitbreken van de Eerste Wereldoorlog kwam hij tot de conclusie dat de christen zich diende te onthouden van wapengeweld. Hij vond het onbegrijpelijk dat theologen, hoogleraren, kerkelijke leiders, het krijgsbedrijf niet alleen weigerden te veroordelen, maar soms zelf omschreven als iets nobels. Zijn boek Oorlog en Christendom (1914), waarin hij iedere theologische rechtvaardiging voor de oorlog verwierp, maakten hem op slag beroemd. Hij werd de vader van het christelijk antimilitarisme in Nederland. Hij kreeg bijval uit de kerkelijke en academische wereld, maar ook kritiek op zijn standpunten. In de daar opvolgende jaren verschenen nog enkele belangrijke antimilitaristische pamfletten van zijn hand. Na de oorlog werd hij lid van Kerk en Vrede en zette zich in voor dienstweigeraars. Ook bleef hij zich inzetten voor soldaten, die hij als slachtoffers zag van het militarisme.p. 355
Ruim dertig jaar lang gaf hij het blad Licht en Liefde uit, die hij zelf volschreef. Hij deed ook twee catechisatieboekjes verschijnen, Ons Christelijk Geloof (1906, talrijke herdrukken) en Eenvoudig Christendom (1938, talrijke herdrukken). Beide boekjes ademen een irenische, mild orthodoxe geest. In 1938 stopte hij zijn werkzaamheden als evangelist en vestigde zich in Hilversum. Hij bleef echter publiceren. Ook ging hij als gastpredikant voor in verschillende kerken. In 1944 liet hij zich als lidmaat van de Nederlands Hervormde Kerk uitschrijven; de Kerk als instituut had in zijn ogen volstrekt gefaald.pp. 336vv. Hij bleef echter een geëngageerd christen. Eind 1945 werd hij lid van het Landelijk Comité van Actie tegen de Doodstrafpp. 338vv. dat zich verzette tegen doodstraffen voor oud-NSB'ers en collaborateurs. Na de oorlog schreef hij voor het links-socialistische blad De Vlam, waar hij soms wat uit de toon viel vanwege zijn eigenzinnige standpunten.
Boschma was ervan overtuigd dat de overheid een taak had, maar dat de christen er goed toe deed zich niet met (partij)politiek te bemoeien. Dit standpunt neigt naar het anarchisme, maar was het toch niet helemaal. Vanwege zijn wat onduidelijke kijk op de taak van de overheid werd hij door voorstanders van de staatsmacht gezien als een anarchist en door anarchisten als een aanhanger van de staatsmacht gezien. Zijn sympathie ging evenwel duidelijk uit naar een libertair-socialisme, want hij was afkerig van staatsdwang. Het is van Boschma bekend dat hij niet stemde.p. 229 Tegenover het communisme, evenals het kapitalisme, was hij scherp gekant. Alleen de ware volgeling van Jezus kon iets betekenen voor de samenleving; sterker nog, als christenen een begin zouden maken aan het navolgen van Christus, zou het Godsrijk aanbreken. Toch zal dat niet gebeuren, want niemand waagt het om Christus na te volgen.
Boschma was altijd erg geïnteresseerd in het oude boerenleven, de tradities van het platteland en haar culturele gebruiken.
Hilbrandt Boschma overleed op 9 december 1954 te Hilversum. Hij was getrouwd met Grietje van der Linde. Het echtpaar had verschillende kinderen. Onder zijn talrijke vrienden en kennissen bevonden zich Jan Buskes, Gerrit Jan Heering, Hendrik Willem Heuvel, Louis Adriën Bähler, Elise van Calcar, Henriette Roland Holst, Willem Banning en Kees Boeke. Hij bewonderde Mahatma Gandhi, Eli Stanley Jones, Johannes Anker Larsen en Rainer Maria Rilke.

## Werken[10]
- De droppelen van onder den dorpel, Zendingsdrukkerij, Ermelo 1899
- Van “Snoesje” en van “Tamboertje”, Nederlandsche Zondagsschool Vereeniging, Egeling's Boekhandel, A'dam 1901
- Blank en Bruin, Daamen, R'dam 1902
- Op de Rozenhoeve, eenvoudige gesprekken over het toekomstig leven, Licht en Liefde, Ruurlo 1913
- Oorlog en Christendom, Licht en Liefde, Ruurlo 1914
- Christus als kerkganger, Licht en Liefde, Ruurlo 1915
- Is Nederland neutraal?, Licht en Liefde, Ruurlo 1916
- Het visioen der zeven zegelen, Honnef, R'dam 1916
- De droom van Moltke, Honnef, R'dam 1917
- Een weinig balsem, Honnef, R'dam 1917
- De brief van Ananus over het doodvonnis van Christus, Honnef, R'dam 1918
- Is het vrede?, Ver. voor Religieus en Maatschappelijk Werk, R'dam 1919
- Gewetensvrijheid voor den dienstweigeraar?, Licht en Liefde, Ruurlo 1922
- In Vogelvlucht, Licht en Liefde, Ruurlo 1924
- Kees en Betty Boeke, Licht en Liefde, Ruurlo 1925
- Is er heil te verwachten van den Volkenbond?, Licht en Liefde, Ruurlo 1926
- Over de wedergeboorte der ziel, Licht en Liefde, Ruurlo 1926
- Meester Heuvel herdacht, (coauteur: Hendrik Odink,) De Zonnewijzer, Lochem 1927
- Oorlog en Christendom, Bureau Nationale Vredesactie, Ammerstol 1927
- Waarom de boer van "De Kikvorsch" den heiligen beker voorbij liet gaan, Licht en Liefde, Ruurlo 1928
- Militairisme en Christendom, De Tijdstroom, Huis ter Heide, 1930
- Wanneer de rogge stuift..., Bijleveld, Utrecht 1930
- Heldengestalten uit Israëls geestelijken worstelstrijd, De Tijdstroom, Lochem 1931
- Liefde en recht, Licht en Liefde, Ruurlo 1931
- Vroeg tot God, Licht en Liefde, Ruurlo 1931
- Om den Wiehmenhof, De Tijdstroom, Lochem 1932
- Het vier professoren-boekje, Licht en Liefde, Ruurlo 1932
- Christus en Hitler, Licht en Liefde, Ruurlo 1933
- Het raadsel van de jodenvervolging, Licht en Liefde, Ruurlo 1933
- De weerloze christen in een wereld van geweld, Licht en Liefde, Ruurlo 1935
- Christendom, staatsmacht en vorstenverering, Bijleveld, Utrecht 1937
- Eenvoudig Christendom, Licht en Liefde, Hilversum 1938 (verbeterde herdruk 1941, uitgave: De Tijdstroom, Lochem)
- De Hemelsche Zwerver, Van Gorcum, Assen 1939
- Mijn belijdenis, Daamen, 's-Gravenhage 193911
- Levensmoe?, De Lichtdrager, A'dam 1940
- Rainer Maria Rilke als Mysticus, Hilversum 1941
- Slapheid en ondergang van de ethische richting, Van Gorcum, Assen 1941 (brochure)
- Vergeving of vergelding, Licht en Liefde, Hilversum 1945
- Het Godsrijk is nabij!, De Tijdstroom, Lochem 1946
- Over het leven hiernamaals, Licht en Liefde 1947
- De Tragedie van het Godsrijk, De Tijdstroom, Lochem
- Een moderne Sint Christophorus, YMCA, A'dam 1949
- Naar een Nieuwe Wereldorde, De Tijdstroom, Lochem 1950

## Citaten
- "Ze [de dominees] zeggen niet dat de oorlog zonde is, maar dat hij uit de zonde voortkomt, en terwijl ze dus tegen de zonde in ’t algemeen preeken en toornen, kunnen ze den oorlog als een schuldeloos gevolg van de zonde vrijuit laten gaan." - Kruis of Kanon? (1914)
- "En er zijn duizenden onder de mensen, die van de Christelijke verzoeningsgedachte afkeerig zijn geworden, ja, ervan zijn gaan walgen, niet vanwege de beelden, waaronder deze wordt voorgesteld in de Bijbel, maar door de wijze waarop die beelden werden 'uitgewerkt, verklaart en toegelicht'." - Vox Theologica 15 (1943)

## Verwijzingen
- Biografisch Portaal: 30956172
- Digitale Bibliotheek voor de Nederlandse Letteren: bosc116
- Nationale Bibliotheek van Israël: 987007258929005171
- Virtual International Authority File: 27453241